# 日本顔タイプ診断協会
一般社団法人日本顔タイプ診断協会（いっぱんしゃだんほうじんにほんかおたいぷしんだんきょうかい）は、東京都中央区銀座に拠点を置く一般社団法人。2017年7月に岡田実子により設立された。

## 概要
- 「顔タイプ診断」とは人物の顔の輪郭、パーツの特徴、バランスなどから顔のタイプを8つに分類して、似合うファッションや髪型などを分析する理論で、顔のタイプは「キュート」「アクティブキュート」「フレッシュ」「クールカジュアル」「フェミニン」「ソフトエレガント」「エレガント」「クール」の8種類に分類される[2]。
- 一般社団法人日本顔タイプ診断協会では、ファッションや髪型についての悩みや疑問の解消につながる情報発信、顔タイプ診断に関わるアドバイザーの育成を行っている[1]。

## 沿革
- 2017年7月、イメージコンサルタントの岡田実子により一般社団法人日本顔タイプ診断協会が設立される。
- 2018年11月16日、「顔タイプ診断」を商標登録[3]。
- 2019年1月、『顔タイプ診断で見つかる本当に似合う服』がかんき出版より発売される[4]。10月、同書の翻訳本が台湾で発売[5][6]。2022年10月、同書の翻訳本が中国で発売[7]。
- 2020年1月、コスメブランド「RMK」のリップスティック商品「COLOR YOUR LOOK」プロモーションのチャート監修を手がける[8]。
- 2020年7月、ファッション通販アプリnaviwiseの監修を行う[9]。
- 2020年11月、『自分史上最高のキレイが手に入る顔タイプメイク』がかんき出版より発売される[10]。
- 2020年12月、「女子大生が選ぶ2021年トレンド予測」に顔タイプ診断が5位にランクイン[11]。
- 2021年、SHIBUYA109 labトレンド予測2022「モノ・コト部門」、2022年SNSトレンド予測番付に顔タイプ診断がランクイン[12][13]。
- 2021年2月、ZOZOGLASSの監修を手がける[14]。
- 2021年4月、株式会社アダストリアが展開するファッションブランド「Andemiu」にて、顔タイプ診断が用いられた「FACE TYPE KNIT」が発売される[15]。
- 2022年6月、株式会社メガネトップが全国で展開する眼鏡市場の売り場に、顔タイプ診断が導入される[16][17]。
- 2022年8月、マリー・クヮントコスメチックスのWebサイトにおいて「顔タイプ×パーソナルカラー診断」コンテンツの監修を手がける [18][19]。
- 2022年11月、SHIBUYA109 lab トレンド大賞2022 体験部門の第3位に顔タイプ診断がランクイン[20]。
- 2023年、ZOZOTOWNのWebサイトにおいて「パーソナルカラー別似合うメイク術」を監修 [21][22]。

## 事業内容
- 顔タイプ診断の提唱・普及
- 顔タイプ診断アドバイザーの育成
- 顔タイプアドバイザー、顔タイプメンズアドバイザー、顔タイプヘアデザインマイスター、顔タイプ着物アドバイザー、顔タイプウェデングアドバイザー、似合うメイクアドバイザー、骨格診断アドバイザー、パーソナルスタイリストの育成[1]
- 商品開発監修
- 企業向け研修・セミナー・講演などへの出演
- メディアの記事監修